# Pangrč Grm
Pangrč Grm este o localitate din comuna Novo mesto, Slovenia, cu o populație de 50 de locuitori.